# Réserve de biosphère des oasis du Sud marocain
 (octobre 2010).
Si vous disposez d'ouvrages ou d'articles de référence ou si vous connaissez des sites web de qualité traitant du thème abordé ici, merci de compléter l'article en donnant les références utiles à sa vérifiabilité et en les liant à la section « Notes et références ».
La réserve de biosphère des Oasis du Sud Marocain (RBSOM), est une réserve de biosphère située au carrefour de trois provinces du sud-est du Maroc  dans la région de Drâa-Tafilalet  (Ouarzazate, Errachidia et Zagora). Elle a été reconnue par l’UNESCO le 10 novembre 2000. Elle s'étend sur 80 431,46 km2 (soit environ 11 % du territoire national) et comprend 1,2 million d’habitants.

## Localisation
La RBOSM inclut les bassins versants du Drâa, du Ziz et du Guir, les principales oasis du versant Sud du Haut Atlas Central et Oriental, tout le versant Sud du Haut Atlas Central et Oriental et les bassins de Ouarzazate, Tinerhir et Errachidia, fossés qui suivent la grand faille tectonique au Sud du Haut Atlas.
Elle englobe les villes de Ouarzazate, Errachidia et Zagora.
La réserve englobe le parc national d'Iriqui et partiellement celui du Haut-Atlas oriental.

## Objectifs
La finalité de la création de la RBOSM est de proposer un levier de développement durable des provinces oasiennes du Maroc.
Quatre objectifs en découlent :
1. Entreprendre des mesures de conservation du patrimoine oasien ;
2. Développement d’actions de valorisation du patrimoine culturel local ;
3. Diffusion des valeurs de l’identité culturelle de la RBOSM ;
4. Diffusion des valeurs culturelles et des savoir-faire locaux.

## Climat
Le climat de la RBOSM, se trouvant au Sud du Maroc, est aride, avec une haute variabilité interannuelle des précipitations. 
La présence de l'arganier et de l'acacia dans la réserve témoigne d'un paléoclimat tropical. Cependant, actuellement, la région fait face à une désertification rapide.

## Population
L’urbanisation prend dans la RBOSM une dimension phénoménale avec un taux moyen de croissance annuelle de 5,75 % en 44 ans (contre 3,06 % au niveau national).
Cette croissance urbaine s’est effectuée bien sûr au détriment du monde rural qui montre une croissance insignifiante de 0,10 % en 44 ans (contre 10,12 % au niveau national). Cependant, la population rurale reste importante en terme démographique.
Dans une région à prédominance rurale et à faible rentabilité agricole, parallèlement aux décalages importants entre la croissance urbaine et l’insuffisance des équipements de base proposés, l’urbanisation a des répercussions sur la dégradation du cadre de vie et sur la maîtrise des coûts des infrastructures. À l’échelle de la ville, les problèmes se posent en termes de rurbanisation, d’assainissement, de desserte en eau potable, en électricité, de collecte des déchets, de transport et de manque d’espaces verts.

## Végétation
La RBOSM s'étend à la fois sur une large proportion du versant Sud du Haut Atlas et sur la zone subdésertique. Cette situation lui confère des particularités bioclimatiques se traduisant par une diversité floristique remarquable caractérisée par une dominance d’espèces endémiques et une large pénétration d’éléments tropicaux.
La végétation est adaptée aux conditions climatiques qui déterminent sa répartition. Ainsi, on peut distinguer deux grands secteurs : le secteur de la montagne et celui de la zone subdésertique.
La RBOSM est aussi caractérisée par l’abondance de plantes aromatiques et médicinales (PAM) qui poussent à l’état spontané. Ce potentiel de la zone est encore peu connu et très peu exploité. Certaines parmi elles sont exploitées traditionnellement en vue de produire des huiles essentielles telles que le romarin et l’armoise, d’autres sont utilisées à des fins médicinales.

## Faune
Malgré un climat aride, la RBOSM montre une richesse faunique exceptionnelle, liée essentiellement à la grande diversité des habitats naturels : systèmes aquatiques variés (lacs naturels permanents et temporaires, cours d'eau frais de montagne et rivières chaudes de basse plaine), vastes regs caillouteux, étendues steppiques (ligneuses et à graminées), ergs, écosystèmes arborés présahariens (acacias) et méditerranéens (chênaies, pinèdes), innombrables escarpements et éboulements rocheux.
Si pour les vertébrés, il est possible d’exprimer une certaine satisfaction eu égard aux données disponibles, bien qu'encore lacunaires, les groupes d'invertébrés restent très ignorés, aussi bien au niveau des milieux aquatiques que terrestres.